# Pseudoclitocybe cyathiformis
Pseudoclitocybe cyathiformis, thường được biết đến với tên tiếng Anh goblet funnel cap, là một loài nấm trong họ Tricholomataceae, và là loài điển hình của chi Pseudoclitocybe. Nó được mô tả lần đầu với danh pháp Agaricus cyathiformis bởi Jean Baptiste François Pierre Bulliard năm 1786, sau đó được xếp vào chi Pseudoclitocybe bởi Rolf Singer năm 1956. loài này được tìm thấy ở Bắc Mỹ và châu Âu.